# Ladislav Kabelka
Ladislav Kabelka (11. února 1972, Třebíč) je český internista, geriatr, paliatr a vysokoškolský pedagog.

## Biografie
Ladislav Kabelka se narodil v Třebíči, mezi lety 1986 a 1990 studoval Gymnázium Moravské Budějovice, následně mezi lety 1990 a 1997 vystudoval Lékařskou fakultu Masarykovy univerzity v Brně. V roce 2000 absolvoval základní atestaci z vnitřního lékařství, roku 2003 atestaci z geriatrie, roku 2005 pak atestaci z paliativní medicíny a léčby bolesti. Mezi lety 2004 a 2009 vystudoval doktorandské studium na Lékařské fakultě MU s tématem neonkologická onemocnění v paliativní péči.
Mezi lety 1997 a 2003 působil jako lékař ve Fakultní nemocnici Bohunice, současně mezi lety 1999 a 2002 vyučoval na SZŠ Jaselská v Brně. Od roku 2002 působí jako pedagog na LF MU. Od roku 2002 do roku 2014 působil jako lékař v Domě léčby bolesti s hospicem sv. Josefa v Rajhradě u Brna, z toho od roku 2007 jako vedoucí lékař a v letech 2012-2013 jako ředitel hospice. V roce 2009 zakládal ČSPM ČLS JEP a byl zvolen předsedou výboru České společnosti paliativní medicíny ČLS JEP, v této funkci působil do roku 2017. Zásadně se zasloužil o prosazení Paliativní medicíny mezi nádstavbové lékařské obory, je spoluautorem vzdělávání v tomto oboru z roku 2011 a zásadně prosadil Mobilní specializovanou péči do systému zdravotního pojištění, jako garant pilotního programu ČSPM ČLS JEP, VZP ČR, MZ ČR a ÚZIS v letech 2014-2017. Od roku 2014 působí jako lékař a garant mobilního Domácího hospice sv. Zdislavy v Třebíči. Mezi lety 2015 a 2016 pracoval jako primář LDN nemocnice Milosrdných bratří v Brně. V září 2016 se stal primářem interně-geriatrického oddělení Nemocnice Hustopeče. Od října 2017 je znovu primářem Domácího hospice sv. Zdislavy v Třebíči, a vedoucím lékařem konziliárního paliativního týmu nemocnice Třebíč. V červenci 2017 byl jmenován hejtmanem Kraje Vysočina, MUDr. Jiřím Běhounkem, krajským koordinátorem a garantem rozvoje paliativní péče, projektu Paliatr Vysočina (www.paliatrvysocina.cz), jehož pilotní projekt organizuje v regionu Třebíč.
Působil jako autor a také do roku 2017 redaktor webu www.paliativnimedicina.cz. Zabývá se primárně geriatrickými tématy - frailty syndrom, demence - a paliativní péčí. Je členem České společnosti paliativní medicíny ČLS JEP (od roku 2009), v letech 2012-2017 členem výboru České geriatrické a gerontologické společnosti ČLS JEP. Publikoval řadu článků a v několika knižních publikacích. Je autorem monografie Geriatrická paliativní péče a komunikace o nemoci (www.geriatrickapaliativnipece.cz) a monografie Nemocné rozhovory (Grada 2020)